# Шкала Данжона
Шкала Данжона використовується для оцінення ступеня потемніння Місяця під час повного місячного затемнення. Запропоновано астрономом Андре Данжона в результаті дослідження такого явища, як попелясте світло Місяця, коли Місяць освітлений світлом, що проходить через верхні шари земної атмосфери. Яскравість Місяця під час затемнення залежить і від того, наскільки глибоко Місяць увійшов у тінь Землі.
| Оцінка | Опис |
| ------ | --- |
| 0      | Дуже темне затемнення. Місяць майже невидимий, особливо в середині повної фази.                                              |
| 1      | Темне затемнення, колір місяця сірий або коричневий. Деталі розрізнити важко.                                                |
| 2      | Затемнення темно-червоного або рожевого кольору. Центральна частина тіні дуже темна, а її зовнішній край порівняно яскравий. |
| 3      | Цеглово-червоне затемнення. Тінь зазвичай має яскравий або жовтий обідок.                                                    |
| 4      | Дуже яскраве мідно-червоне або помаранчеве затемнення. Тінь має синюватий, дуже яскравий обідок.                             |